# 零、心的彼方
《零、心的彼方》是GAINAX制作的日本电视动画《新世纪福音战士》的第五集，由庵野秀明和萨川昭夫编剧，杉山庆一执导，于1995年11月1日首次在东京电视台播出。该剧的背景设定在一场名为“第二次冲击”的全球性灾难发生15年之后，主要以一座名为第三新东京市的未来主义要塞都市为舞台。主角是十几岁的少年碇真嗣，他的父亲碇源堂将他招募到NERV组织，并命令其驾驶巨型人型机甲“Evangelion”（俗称：EVA），跟敌人“使徒”战斗。本集中，真嗣试图与同为驾驶员的绫波零拉近关系，但未有收效。而绫波零却与他外表冷漠的父亲源堂关系密切。
首次播出时，《零、心的彼方》在日本电视上的收视率为7.2%。本集在民意调查中获得了很高的评价，并受到评论家的赞扬，他们赞赏零的独特个性以及片中对她的充满神秘感的介绍。在这一集中也通过剧情展示了本片设定中的一些科学概念，其中包括了与DNA、含氮碱基和波粒二象性等有关的文化内容。《零、心的彼方》也提到了一些过去的虚构作品，如《人间大浩劫》和《美少女战士》等。影评人也将零个性简洁的态度与日本社会文化状况联系在一起，尤其是与二十世纪七十年代出生具有牺牲者情结的一代人。评论家也分析了零的房间，将其与战后日本的建筑风格进行了比较。基于本集的相关商品也有发售。

## 剧情
这一集以一个闪回到22天前的倒叙片段开始。绫波零是名为“福音战士”的巨型机甲的一名驾驶员，驾驶零号机接受特务机构“NERV”的测试。在测试过程中，零号机突然发生故障开始失控砸碎测试间的墙壁和窗户，并最终停了下来。零作为驾驶舱所在的插入栓的在零号机失控的紧急情况下被弹射出来。NERV的指挥官碇源堂亲自跑去打开插入栓以确认零的状态。插入栓中的零虽然受伤，但仍然活着，且意识清醒。而源堂却在打开插入栓的时候烧伤了手掌，同时摔坏了眼镜。
时间回到现在，初号机的驾驶员碇真嗣注意到绫波零在学校时总是独自一人，但是看起来却和与自己关系相当冷淡的父亲碇源堂交情很好。此时，真嗣接到把新的NERV识别卡交给零的任务，于是前往她的公寓。真嗣抵达后发现门没有上锁，于是开门走了进去，碰巧发现了父亲源堂破损的旧眼镜被绫波零放在床头柜上作为纪念品。注意力专注于眼镜的真嗣不小心撞到了刚洗完澡正裸体的零。由于震惊而摔倒的真嗣也绊倒了零，两人滚落在一起引起了一阵恐慌。零并没有因为局面的尴尬而退缩，而是继续坚忍地无视着因自己的疯狂举动而试图道歉和解释的真嗣。回到了NERV总部后的零接受了EVA零号机的新测试。然而这次测试被一个新的敌人——第五使徒雷米尔的攻击打断了。真嗣和EVA初号机出击拦截使徒，然而使徒发射的粒子炮击中初号机的胸部。在真嗣痛苦地尖叫声中，EVA初号机胸部的装甲开始被高温融化。

## 制作

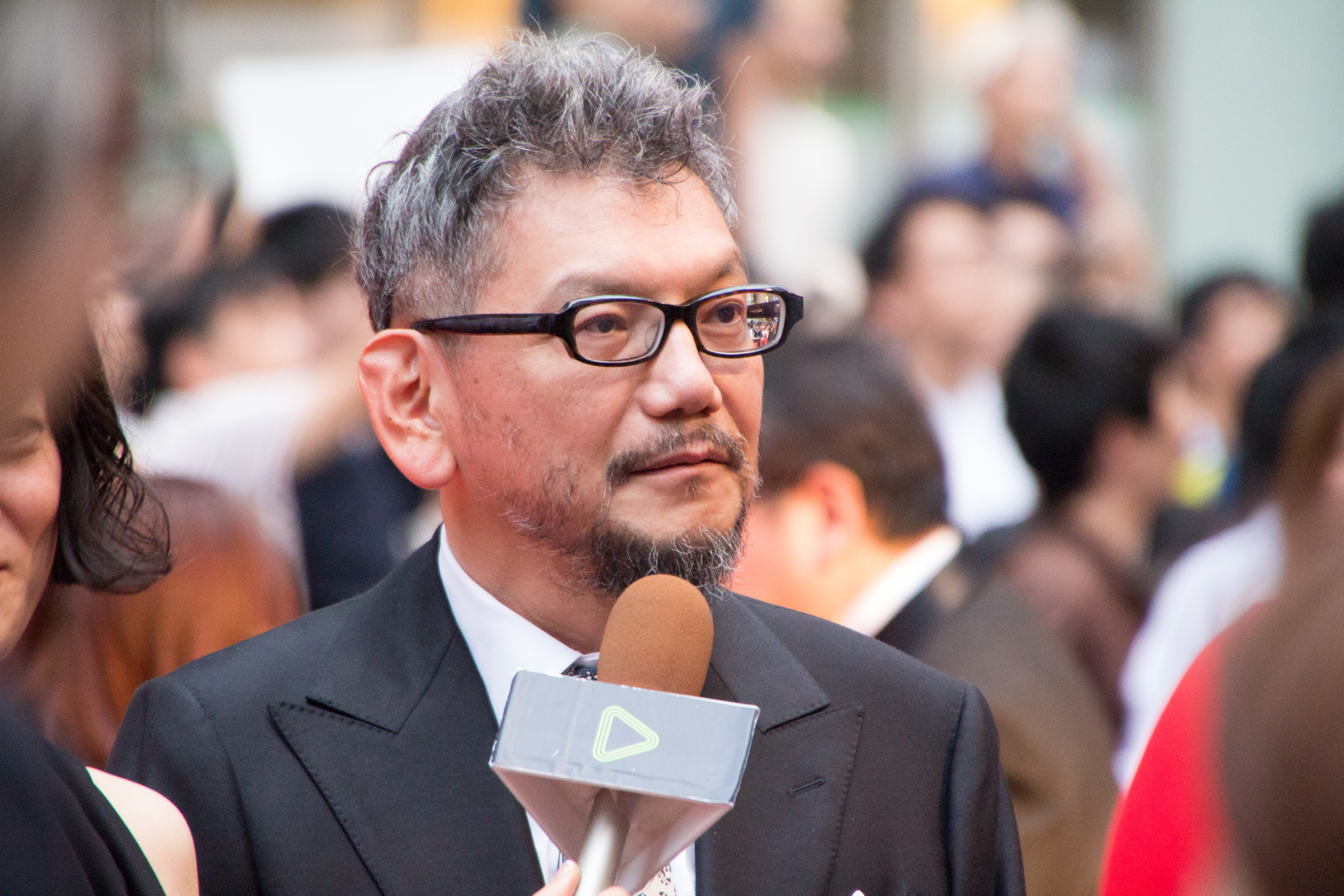
《新世纪福音战士》导演庵野秀明

根据官方的《新世纪福音战士小册子》所描述的，第四集《雨、逃出去之后》在剧本构成上曾经被省略，而且计划在第三集《没有响过的电话》之后就衔接上《零、心的彼方》。在原始的剧情规划中，第三集与使徒Shamshel的战斗之后，真嗣与同学铃原冬二以及相田剑介成为了朋友，并在家接到了他们的电话。然而，随着制作的推进，制作团队成员表示他们认为有必要在第三集之后详细描绘真嗣与周围人之间的关系转变。《新世纪福音战士》总导演庵野秀明在創作第三集的劇本時陷入了困境，所以他在现今所看到的第三和第四集剧本之前先写了《零、心的彼方》和第六集《决战、第3新东京市》。也由于制作流程的缘故，后期配音遵循同样的顺序。1993年，一份名为《企划书》的新世纪福音战士介绍文件发布，彼时剧情的基本情节已经计划好了。当时的日文标题也计划设定为《零、心的彼方》。本集由薩川昭夫和庵野秀明共同编剧，佐藤顺一化名甚目喜一负责分镜制作，杉山庆一担任分集导演，大冢正彦担任助理导演。本集作画监督由铃木俊二担任，きお誠児担任设定助理。
由于在全剧头几集中都聚焦于男主角碇真嗣的角色弧线，因此导演决定在接下来的两集中将焦点放在绫波零身上。而正如英文副标题《Rei I》所示，本集也就是聚焦于零的第一集。在制作过程中，导演庵野秀明在创作零这个角色时遇到了困难。尽管他认为零是其潜意识的代表，然而却既没有对零感到“特别的兴趣”也没有感到与角色产生的联系。他甚至还表示在创作过程中忘记了零的存在，仅给她留了一个边缘的空间。在本集中，零的表现明确的表达了她自己的角色特质，在整个一集中仅说了五句台词共计52个字。此外，剧集角色设计师贞本义行提出了在零号机启动测试中碇源堂的眼镜被打坏这一创意。
真嗣进入绫波零的房间的那一幕是以新世纪福音战士的方式完成的，而零被描述为一个普通女孩的那一幕则是以佐藤纯一的方式完成的，佐藤曾参与过美少女战士系列。在葛城美里、赤木律子与真嗣一同用餐场景中，美里的灵感来自《美少女战士》的主人公月野兔。在同一个场景中，工作人员在人物的头上插入了图形和幽默的符号，灵感也来自于美少女战士以及其他一些少女漫画中的元素。此外，佐藤试图模仿松本零士的风格，再现被发现真嗣在零的房间的场景。他还想在日常生活的描述中添加更多的细节，但是导演庵野认为这样剧情太冗长了。在这一集中，山野井仁和宫村优子为未具名的NERV技术员配音，永野广一和优希比吕饰演真嗣学校的同学，试验绫波零的配音演员林原惠则演唱了另一个版本的《Fly Me to the Moon》作为本集的片尾曲。

## 文化参考、风格和主题
《零、心的彼方》这一集中参考了多项物理和生物学技术的概念。例如，在零号机发生失控的事件中，NERV使用一种特殊的酚醛树脂来阻止EVA，这种树脂得名自其发现者。在另一个场景中，赤木律子博士分析了第四使徒Shamshel的遗骸和光谱。这时因为使徒的组成物质中有一种与蓝光的波长相对应，“模式：蓝色”这个词出现在她的电脑屏幕上。在另一个屏幕上也出现了人类基因图谱，字母A、C、G和T分别对应于含氮碱基中的腺嘌呤、胞嘧啶、鸟嘌呤以及胸腺嘧啶。据律子的台词，使徒的基因图谱与人类有99.89%的匹配度。律子观察到，使徒的组成似乎同时具有波和粒子特性，就像光一样。《新世纪福音战士》漫画英文编辑卡尔·古斯塔夫·霍恩（Carl Gustav Horn）将这些数据与表达电磁波谱的光子进行了比较。作家藤井和久（Kazuhisa Fujie）和马丁·福斯特（Martin Foster）注意到了这与量子材料的波粒二象性有相似之处。在同一场景中，计算机屏幕上出现一个“代码601”，表明不可能进行分析。这一代码是对根据迈克尔·克莱顿的同名小说改编的科幻电影《人间大浩劫》中一个类似场景的致敬。
在某个场景中，碇源堂打碎了的眼镜被绫波零带在身边。作家法比奥·巴托利（Fabio Bartoli）将这副眼镜与水晶联系起来，将其解释为日本出生于20世纪70年代的以沟通和社会问题为特征的“新人类”（新人類），而这一代也被称为水晶族（クリスタル族）。在这一集中，零所居住的廉租房社区也被指出是由多栋相同的临时楼房组成。评论家将她的住所与战后日本出现的密集廉价住宅区“团地”以及零的角色特点进行了比较，指出她就是一个可以被取代的克隆人。作家丹尼斯·雷德蒙德（Dennis Redmond）将律子博士与高科技实验室的图像解读为战后日本社会和自然历史的反映。评论家兼哲学家东浩纪将零的房间描述为看起来像科学实验室，尤其是医学实验室。他将这个房间比作当年奥姆真理教的科学实验室Satya。在本剧播出的1995年，这一日本本土宗教曾一度成为媒体关注的焦点。
副导演鹤卷和哉在第一集中一方面指出了真嗣和零之间，另一方面又提到真嗣和他父亲之间的“遥远而尴尬的沟通”，并将《新世纪福音战士》描述为一个关于沟通的故事。在《零、心的彼方》中，真嗣试图与看起来更依恋他父亲源堂的零沟通并建立关系，但零却拒绝向他敞开心扉，也不能理解他说的话。在某个场景中，真嗣看到零像一个恋爱中的女孩那样微笑蹦跳着与他的父亲交谈。根据佐藤顺一和《新世纪福音战士》日本家庭录像版部分内容的编辑小黑佑一郎所述，这可能是真嗣自己视角所见的。在另一个自动扶梯上的场景中，真嗣试图搭讪零，并顺带说了自己父亲的坏话，结果零因此扇了他一巴掌。藤井和久和马丁·福斯特注意到这一巴掌，“就像一个母亲对待自私孩子的反应一样”。评论家布莱恩·坎普（Brian Camp）和朱莉·戴维斯（Julie Davis）将自动扶梯场景指为该剧以及导演庵野的特有风格。作家苏珊·J·纳皮尔（Susan J. Napier）随评论家远藤彻的说法，将NERV基地底部的斜坡，以及自动扶梯和升降梯的图像，解读为“进入潜意识的斜坡”。对于电影评论家克里斯蒂安·沃兹尼奇（Krystian Woznicki）来说，自动扶梯的静态机械性也让人想起动漫媒体的起源，当时的故事在很大程度上是静态画面采用口头叙述。
真嗣进入到绫波零的房间后，意外的发现后者赤身裸体的出现并随后跌倒在她身上。在这一过程中，真嗣的手摸到了绫波的胸部，这一场景被视作对典型的动漫爱好者福利的模仿和批评。依照杂志《The Artifice》的克里斯托弗·凯（Christopher Kay）的说法，庵野秀明用这样一个场景来批评动漫爱好者逃避现实，在虚构的世界中寻求庇护的态度。Mcccagora的诺亚·布莱克（Noah Black）还将绫波零在这一集中的行为与“心理孤立主义理论”进行了比较。“心理孤立主义理论”指的是，一个人的情绪可以在极端情况下表现出来，但他们在其他情况下会在人群中表现出自己是没有情感的生物，这样就不会脱颖而出，引起不必要的注意。对于评论家Akio Nagatomi来说，绫波零的态度反映了日本传统社会的一个特点——牺牲者情结——在这种情结中，一个人会不惜一切代价完成一项既定的任务，不管自己个人的后果如何。

## 反响
《零、心的彼方》于1995年11月1日首播，收视率达到7.2%，在当时是最高的收视率。1996年，本集在《Animage》杂志大奖赛投票的“最佳动画剧集”中排名第五。2016年本集也在《新世纪福音战士》全剧排行榜中排名第七。
《Newtype》对《零、心的彼方》这一集十分称赞，特别将绫波零对碇源堂的微笑评价为“非常棒”，而Digitally Obsessed的评论家乔尔·坎宁安（Joel Cunningham）同样称赞这一集“非常迷人”，“仅仅因为绫波零是一个非常迷人的角色”，“悬念、一些机甲动作，以及真嗣和美里之间一些可爱的互动也大有助益”。日本网站Merumo将碇真嗣对绫波零的关心描述为“这一集的亮点之一”，并将真嗣在洗完澡后遇到绫波零的场景描述为“名场面”。评论者们对本集中对绫波零这一角色的介绍手法以及围绕在她周边的神秘氛围十分称赞。《The Artifice》的贾斯汀·吴（Justin Wu）指出在本集中，NERV数据库中有关绫波零过去的所有记录都被删除了，这“使人们对角色产生了神秘的感觉”。吴还进一步指出，在《新世纪福音战士》之前，神秘的角色往往是有着扭曲而悲惨的过去的人，而绫波零则直接是一个没有过去的女孩。
Animé Café的评论家永富昭夫赞赏本集引入新的神秘感和角色互动，因为“作品似乎故意试图让这种兴趣与观众产生的兴趣水平保持一致”。在《Anime Classics Zettai！》中，作者布莱恩·坎普（Brian Camp）和朱莉·戴维斯（Julie Davis）将真嗣和绫波零在自动扶梯上的对话场景表述为“错综复杂的几何构图”的一个例子。在这种构图中，新世纪福音战士人物经常被放置在扶梯上，他们称赞该系列的构图和场景的编辑。哲学家东浩纪对本集绫波零房间的描绘表示赞赏，他说“零的孤独是建立在一个完全触觉的实体之上的，这给了我们现在的孩子面对隔绝的极其真实的画面。”动画师小黑祐一郎也对本集的角色设计、动画制作以及作画监督铃木俊二的工作表示赞赏。
在《猎魔战记》第19集中，主人公拉基将普莉西亞从一堆掉落的砖块中救了出来，但最后还是压在了后者身上。拉基意识到他的手放在了普莉西亚的胸部上，随后就尴尬的站起来道歉。这个场景被拿来与《零、心的彼方》这一集中真嗣倒在绫波零身上的场景进行比较。本集还带动了很多周边商品的发售，包括T恤衫和速食面等。

## 脚注